# Samuíl Marshak
Samuíl Yákovlevich Marshak (en ruso: Самуи́л Я́ковлевич Марша́к; 22 de octubrejul./ 3 de noviembre de 1887greg., Vorónezh – 4 de julio de 1964, Moscú) fue un escritor, poeta, dramaturgo, crítico literario y traductor ruso. Entre algunos de sus trabajos más reconocidos se encuentran las traducciones al ruso de los sonetos de William Shakespeare y gran cantidad de obras de literatura infantil, algo por lo que Maksim Gorki le proclamó «fundador de la literatura infantil soviética».

## Biografía y obra

### Primeros años
Samuíl Marshak nació el 3 de noviembre de 1887 en Vorónezh en el seno de una familia judía, hijo de Yákov Mirónovich Marshak (1855—1924), un capataz de una fábrica de jabón. Su madre, Yevguenia Borísovna Guitelson, era ama de casa. Tras recibir una educación inicial apropiada en su hogar, estudió a partir de 1899 en la escuela secundaria de Ostrogozhsk, en las afueras de Vorónezh. El pequeño Samuíl ya comenzó a escribir poesía durante su infancia en Vorónezh, y tanto su hermano Iliá (1896-1953) como su hermana Lía (Yelena Ilyiná, 1901-1964) se convertirían también en escritores con el tiempo.
En el año 1902, la familia Marshak se trasladó a San Petersburgo, pero ello conllevó una complicación, pues como judío que era, a Marshak no le estaba permitido vivir más allá de la Zona de Asentamiento y, por tanto, no podía asistir a la escuela mientras residiera en San Petersburgo. El filántropo y erudito Barón David Günzburg se interesó por Marshak y se lo presentó al influyente crítico Vladímir Stásov, que quedó tan impresionado por el talento literario del joven Marshak que gestionó una excepción en las leyes de la Zona de Asentamiento para Samuíl y su familia. Asimismo, presentó a Marshak a Maksim Gorki y a Fiódor Shaliapin.
En 1904, a Samuíl Marshak se le diagnosticó tuberculosis, por lo que Maksim Gorki ayudó a la familia Marshak a mudarse a Yalta, junto al mar Negro, para escapar del frío clima de San Petersburgo, que perjudicaba la salud de Samuíl. Permanecieron hasta 1906 en Yalta, donde Samuíl continuó sus estudios y su recuperación gracias a Gorki y Shaliapin. 
Ya en 1904 había publicado sus primeras obras en la revista Vida judía («Евре́йская жизнь»), que trataba temáticas judías, y hacia 1907 publicó una colección de poemas, Sionidy («Сиониды»), que aparecieron en publicaciones como Joven Judea. En 1907, una vez de vuelta en San Petersburgo, publicó numerosas obras en la conocida revista Satyricon. De esta época también datan algunas traducciones que realizó desde el hebreo y el yidis de poemas de Jaim Najman Biálik.

### Años de juventud
Marshak no fue admitido en la universidad en Rusia por razones de "inseguridad política" y tuvo que ganarse la vida dando clases y como colaborador en revistas y periódicos.
En el año 1911, junto a su amigo el poeta Yákov Godin y otros jóvenes judíos, viajó hasta Oriente Próximo, principalmente como corresponsal de las publicaciones petersburguesas Diario Universal («Всеобщая газета») y Revista Azul («Синий журнал»). Visitó varios países, como Grecia, Turquía, Siria y Palestina, lugares donde acumuló nuevas impresiones y de donde trajo también numerosos poemas. Además durante el viaje conoció a su futura esposa, Sofía Mijáilovna Milvídskaya (1889—1953).
A finales de septiembre de 1912 se trasladó a Inglaterra, donde estudió filosofía en la Universidad de Londres entre 1912 y 1914, y donde además se interesó fuertemente por la cultura y la poesía inglesas. Durante su último año como estudiante en la universidad publicó sus traducciones de poemas de William Blake, Robert Burns y William Wordsworth. En esta etapa de su vida, concretamente en 1913, visitó una escuela galesa con métodos experimentales dirigida por Philip Oyler, hecho del cual se dice que inició en Marshak su interés por los niños a nivel profesional como escritor. En 1914, con motivo del estallido de la Primera Guerra Mundial, regresó a Rusia, donde trabajó en provincias y publicó algunas de sus traducciones en las publicaciones Apuntes norteños («Северные записки») y Pensamiento ruso («Русская мысль»). En 1915 se marchó a vivir con su esposa Sofía al balneario del doctor Edvard Wilhelm Lybeck, situado en Finlandia.

## Galardones
- Cuatro Premios Stalin

de segunda clase (1942): por sus versos en viñetas y carteles
de segunda clase (1946): por Doce meses («Двенадцать месяцев»; 1943)
de segunda clase (1949): por las traducciones de sonetos de William Shakespeare
de primera clase (1951): por su colección Versos para niños («Стихи для детей»)
- Premio Lenin (1963): por el libro Lírica escogida («Избранная лирика»; 1962) y por los libros infantiles Cuento silencioso («Тихая сказка»), El gran bolsillo («Большой карман»), Aventura en el camino («Приключение в дороге»), La calma («Угомон»), De uno a diez («От одного до десяти»), Vaksa-klyaksa («Вакса-клякса»),[N.B. 1] Quién encuentre el anillito («Кто колечко найдёт») y Viaje feliz de la A a la Z («Весёлое путешествие от А до Я»).[N.B. 2]
- Dos Órdenes de Lenin
- Orden de la Guerra Patria de primera clase (1945)
- Orden de la Bandera Roja del Trabajo